# Julián C. Medina
Julián Medina Castillo (Hostotipaquillo, Jalisco; 29 de noviembre de 1879-Ciudad de México, 5 de febrero de 1939) fue un militar mexicano que participó en la Revolución mexicana.
Nació en Hostotipaquillo, Jalisco, el 29 de noviembre de 1879, siendo sus padres Julián Medina Navarrete y Quirina Castillo Ríos. Perteneció a las fuerzas del general Francisco Villa, quien lo nombró gobernador interino de su estado, del 17 de diciembre de 1914 al 18 de enero de 1915, y nuevamente del 13 de febrero al 17 de abril de 1915, ya que es en ese año cuando pierde la ciudad de Guadalajara por las fuerzas del general Francisco Murguía, a pesar de la ayuda de Rodolfo Fierro y Calixto Contreras. Ya antes había tomado la ciudad con éxito en 1914 junto a Rafael Buelna. Fue delegado en la Convención de Aguascalientes en octubre de 1914, y el 31 de ese mes votó por el retiro de Venustiano Carranza como Primer Jefe. Entre sus filas se encontraba el médico y escritor Mariano Azuela, escritor de la obra Los de abajo, en la cual Medina fue mencionado.
Julián Medina fue primo hermano del coronel Marcelo Medina Maciel. Nacido en Hostotipaquillo, Jalisco el 26 de diciembre de 1893, quien perteneció igualmente a las fuerzas del general Francisco Villa, y hermano de Antonio Medina Maciel, nacido en Hostotipaquillo, Jalisco, el 3 de febrero de 1895.
| Predecesor: Manuel Macario Diéguez  | Gobernador de Jalisco 1914-1915 | Sucesor: Manuel Macario Diéguez  |
| Predecesor: Manuel Aguirre Berlanga | Gobernador de Jalisco 1915      | Sucesor: Manuel Aguirre Berlanga |